# Festival de Saint-Sébastien 2000
Le festival international du film de Saint-Sébastien 2000, 48e édition du festival (48 Festival de San Sebastián ou 48 Donostiako Zinemaldia), s'est tenu du 21 au 30 septembre 2000. L'événement a attiré 200 000 spectateurs et a été couvert par près de 1 300 journalistes et 500 du monde entier. Une exposition de photographies historiques des 48 éditions précédentes a été organisée comme point de départ des manifestations commémorant le 50 anniversaire du Festival, 

## Jury officiel
- Stephen Frears (Président)
- Jim McBride
- Jorge Arriagada
- Juan Ruiz Anchia
- Andréa Ferréol
- Stéphane Tchal Gadjeff
- Ángela Molina

## Sélection

### En compétition
- Le Poids de l'eau (The Weight of Water) de Kathryn Bigelow
- Harrison's Flowers de Élie Chouraqui
- Sin dejar huella de María Novaro
- Les Rivières pourpres de Mathieu Kassovitz
- Sous le sable de François Ozon
- Mes chers voisins (La comunidad) de Álex de la Iglesia
- Le Visage (顔, Kao?) de Junji Sakamoto
- Paria de Nicolas Klotz
- Tinta roja de Francisco José Lombardi
- Before the Storm (Före stormen) de Reza Parsa
- La perdición de los hombres de Arturo Ripstein
- Barking Dog de Bong Joon-ho

## Palmarès

### Sélection officielle
- Coquille d'or : La perdición de los hombres, de Arturo Ripstein (Mexique-Espagne)
- Prix spécial du jury : Paria, de Nicolas Klotz (France)
- Coquille d'Argent du meilleur réalisateur : Reza Parsa (en) pour Före stormen (Before the storm) (Suède)
- Coquille d'Argent de la meilleure actrice : Carmen Maura pour Mes chers voisins (Espagne)
- Coquille d'argent du meilleur acteur : Gianfranco Brero pour Tinta roja (Pérou-Espagne)
- Prix du jury de la meilleure photographie : Nicola Pecorini pour Harrison's Flowers (France)
- Prix du jury du meilleur scénario : Paz Alicia Garcíadiego pour La perdición de los hombres (Mexique-Espagne)

## Prix Donostia
- Michael Caine
- Robert De Niro